# Мирандская Википедия
Мирандская Википедия (мирандск. Biquipédia an mirandés) — раздел Википедии на мирандском языке, созданный 12 августа 2009 года.

## История
Мирандская Википедия была создана в 2009 году по инициативе Криштована Пиреша. Название Biquipédia обусловнено особенностями фонетики мирандского языка (согласно аргументации Пиреша, «киви на португальском языке называется kiwi или quivi, а на мирандском — quibi; в Вики слоги располагаются в обратном порядке, следовательно, получается Biqui»).
В 2010 году была создана 1000-я статья мирандской Википедии.

## Основные статистические показатели
По состоянию на 2022 год мирандская Википедия насчитывает 3884 статьи.
Общее количество зарегистрированных пользователей мирандской Википедии составляет 12 349 человек.
Глубина мирандской Википедии составляет 26 пунктов.

## Проблемы
Основной проблемой мирандской Википедии является чрезмерное использование машинного перевода. Речь идёт о так называемой «машине Сесилиу» (мирандск. и порт. máquina de Cecílio) — программе для автоматического перевода с португальского на мирандский язык, созданной пользователем Cecílio.